# Kyle Krause
Kyle J. Krause (10 gennaio 1963) è un imprenditore statunitense, presidente e CEO di Krause Group e proprietario e presidente del Parma Calcio.

## Biografia
Laureato all'Università dell'Iowa, gran parte del suo patrimonio è ereditato dalla famiglia, soprattutto del padre William A. Krause.

## Attività imprenditoriale

### Kum & Go
Il padre nel 1959 fonda Kum & Go, una catena di oltre 400 minimarket situati negli Stati Uniti. Nel 2004 Kyle Krause viene eletto presidente e contribuisce all'espansione della compagnia. 
Fonda il Krause Group, una holding grazie a cui controlla diverse aziende. Nel 2021 lascia l'incarico di amministratore delegato di Kum & Go al figlio Tanner. Nel 2023 vende la compagnia a FJ Management per una cifra intorno ai due miliardi di euro.

### La viticoltura e gli investimenti in Italia
Nel 2017 il Krause Group acquista la cantina Serafino dal gruppo Campari e due aziende vinicole nelle Langhe. Ha inoltre acquisito il gruppo Vietti, gruppo produttore di vino in Piemonte.
Inoltre possiede il resort Casa di Langa, situato nelle Langhe, la compagnia di investimenti immobiliari Krause+, diverse proprietà di lusso negli Stati Uniti, la società di agricoltura conservativa Teamwork Ranch nel sud dell'Iowa e l'allevamento di pecore Dalla Terra Ranch.

## Attività sportiva

### Des Moines Menace
Dal 1998 è proprietario del club Des Moines Menace, club militante nella USL League Two. Con Kyle ottiene la vittoria di tre regular season e di un campionato.

### Parma
Il 18 settembre 2020 acquisisce il 90% del Parma mentre il 9% resta a Nuovo Inizio e l'1% a Parma Partecipazioni Calcistiche, l'azionario dei tifosi.
Alla prima stagione ottiene la retrocessione in serie B ma, dopo tre anni in serie cadetta, ottiene la promozione in serie A, vincendo il primo campionato di serie B della storia del Parma.
In seguito alla promozione, come da accordi al momento dell'acquisto, Krause Group acquisisce anche il 9% di società appartenente a Nuovo Inizio.